# Mercedes-Benz Art Collection
Die Mercedes-Benz Art Collection ist eine 1977 von der damaligen Daimler-Benz AG gegründete Kunstsammlung der Mercedes-Benz Group.
Sie umfasst rund 3000 Werke von etwa 800 Künstlerinnen und Künstlern. Schwerpunkt der Sammlung ist die Orientierung an abstrakt-geometrischen Bildkonzepten. Dazu zählt unter anderem die Bildsäulen-Dreiergruppe von Max Bill.

## Mercedes-Benz Contemporary
Zwischen Oktober 1999 und November 2022 gab es den Ausstellungsraum Mercedes-Benz Contemporary (bis Januar 2022 Daimler Contemporary) im Haus Huth am Potsdamer Platz in Berlin. Die Ausstellungsfläche betrug 600 Quadratmeter, es wurden halbjährlich neue Ausstellungen gezeigt.